# Microscydmus minimus
Microscydmus minimus är en skalbaggsart som först beskrevs av Maximilien de Chaudoir 1845.  Microscydmus minimus ingår i släktet Microscydmus, och familjen glattbaggar. Arten är reproducerande i Sverige.